# Патриархальное рабство
Патриархальное рабство, или домашнее рабство — ранняя форма рабства, связанная с натуральным хозяйством патриархальной семьи. Эта разновидность рабства появилась вследствие войн, в которых людей захватывали в плен и делали рабами.
Патриархальное рабство не было основой для производства и было рассчитано на удовлетворение потребностей патриархальной семьи. В семьях рабы обладали самыми незначительными правами. При этом существовал запрет произвольного убийства рабов.
Часто они жили в одном доме с их хозяевами и имели свои семьи. Женщины могли быть наложницами хозяина, в некоторых странах они включались в число наследников. Так как рабы по статусу были «младшими» в семье, то эту систему рабства также называли «семейным рабством».